# Jhumpa Lahiri
Nilanjana Sudeshna Lahiri assina pelo apelido Jhumpa Lahiri (Londres, 11 de julho de 1967) é uma escritora inglesa naturalizada norte-americana (filha de indianos), vencedora do Prémio Pulitzer de Ficção de 2000 com a coletânea de contos Interpreter of Maladies.

## Biografia
Jhumpa Lahiri nasceu em Londres filha de pais de origem Bengali (de Calcutá) e foi posteriormente criada nos Estados Unidos.

Fez o doutoramento na Universidade de Boston e recebeu uma bolsa de sete meses na Fine Art Works Center of Provincetown, em Cape Cod, para artistas e escritores. Foi aí que decidiu tornar-se escritora.
Depois de ter vencido um Prémio Pulitzer pelo seu primeiro livro, uma colectânea de contos nomeada The Interpreter of Maladies, publicada em 1999, e de ter publicado mais três outros livros, decidiu mudar-se para Roma e começar a escrever em italiano.
Tem uma filha, Noor, e dá aulas de Tradução na Universidade de Princeton.
Recebeu o título de Cavaleira de Honra da Ordem de Mérito da República Italiana.

## Obras

### Contos
- Intérprete de enfermidades - no original Interpreter of Maladies (1999)
  - A Temporary Matter (publicado anteriormente no The New Yorker)
  - When Mr. Pirzada Came to Dine (publicado anteriormente no The Louisville Review)
  - Interpreter of Maladies (publicado anteriormente no Agni Review)
  - A Real Durwan" (publicado anteriormente no Harvard Review)
  - Sexy (publicado anteriormente no no The New Yorker)
  - Mrs. Sen's (publicado anteriormente Salamander)
  - This Blessed House (publicado anteriormente Epoch)
  - The Treatment of Bibi Haldar (publicado anteriormente Story Quarterly)
  - The Third and Final Continent
- Numa Terra Estranha - no original Unaccustomed Earth (2008)
  - Parte Um
    - Hell-Heaven (publicado anteriormente no The New Yorker)
    - A Choice of Accommodations
    - Only Goodness
    - Nobody's Business (publicado anteriormente no The New Yorker)

  - Parte Dois
    - Once In A Lifetime (publicado anteriormente no The New Yorker)
    - Year's End (publicado anteriormente The New Yorker)
    - Going Ashore

### Romances
- O Bom Nome ou O Xará - no original The Namesake (2003)
- The Lowland (2013)
- In altre parole (Em italiano, 2015). Em inglês: In Other Words (2016)

### Não ficção
- Cooking Lessons: The Long Way Home (6 September 2004, The New Yorker)
- Improvisations: Rice (23 November 2009, The New Yorker)
- Reflections: Notes from a Literary Apprenticeship (13 June 2011, The New Yorker)